# Sultanato das Mulheres

Retrato de Roxelana, também conhecida como Hurrém Sultana, uma das mulheres mais poderosas e influentes na história otomana.

Sultanato das Mulheres (em turco:  Kadınlar Saltanatı) foi o período de quase 130 anos nos séculos XVI e XVII, quando as mulheres do Harém Imperial do Império Otomano exerceram extraordinária influência política sobre assuntos estatais e sobre o sultão otomano, a partir do reinado de Solimão, o Magnífico. Muitos dos sultões durante este período eram menores de idade e eram suas mães, as Sultão Valide, ou suas esposas, Sultão Haseki, que governavam o império na prática. A maioria destas mulheres era de origem escrava, o que era frequentemente o caso em geral para consortes de sultões otomanos.